# Aconitum tatsienense
Aconitum tatsienense är en ranunkelväxtart som beskrevs av Achille Eugène Finet och Gagnep.. Aconitum tatsienense ingår i släktet stormhattar, och familjen ranunkelväxter. Utöver nominatformen finns också underarten A. t. divaricatum.